# 托托莉的鍊金工房 ～亞蘭德之鍊金術士2～
《托托莉的鍊金工房 ～亞蘭德之鍊金術士2～》是由Gust所製作的一款PlayStation 3的角色扮演遊戲，初版在2010年6月24日發行於日本。此為《蘿洛娜的鍊金工房 ～亞蘭德之鍊金術士～》的續作。故事背景設定為前作故事結束的五年之後，以蘿樂娜的徒弟—托托莉為主角的故事。
其後，加入了DLC內容，以此為基礎的《托托莉的鍊金工房 ～亞蘭德之鍊金術士2～ DX》於2018年9月20日在日本發售PlayStation 4與任天堂Switch兩款新型主機對應版本遊戲，Windows版本則於同年12月4日發售。

## 遊戲內容
托托莉最主要的目的是搜尋失去下落的母親，因此，走訪各地是必要的。但是本作增加了一個新的要素—「冒險者執照」（冒険者免許），此要素影響玩家可進入的地點。最初托托莉的「冒險者執照」只允許托托莉進入非常有限的地區。隨著遊戲的進展（如：完成某些工作、任務），托托莉的「冒險者執照」會升級，因此托托莉可進入更多的冒險地區，也增加了搜尋母親的線索的機會。

## 主要登場角色
下列中文譯名皆以官方翻譯為主。

### 主角
托托莉
全名：托托莉亞・赫爾默德（Totooria Helmold／）
年齢：13歳；性別：女；身高：146cm；血型：A型
聲優：名塚佳織
本作故事的主角。天性健忘加上腦筋有些不靈活，體力也不好。對於這樣的自己，她總感到有些自卑。直到學習了鍊金術後才漸漸找到自信，變得有活力多了。她在心裡默默地下定決心，總有一天要成為冒險者，踏上旅程尋找下落不明的母親。

### 同伴
蘿樂娜
全名：蘿樂萊娜・菲立克賽爾（Rororina Fryxell／）
年齢：22歳；性別：女；身高：153cm；血型：O型
聲優：門脇舞以
前作的主角。受到舉國尊崇的天才鍊金術士。她一邊推廣鍊金術，一邊環遊世界尋找逃跑的師傅。只是她不但沒找到人，再加上自己的教學似乎很難懂，以至於成功理解鍊金術的學生只有托托莉一位。
基本的性格並沒有改變，但幾年來已累積了很多的經驗。在本作中是托托莉的老師。
吉諾
全名：吉諾・克納布（Jeeno Knab／）
年齢：14歳；性別：男；身高：155cm；血型：B型
聲優：三瓶由布子
主角的青梅竹馬，簡言之是個活潑有朝氣的少年。夢想成為世界第一的冒險者，不時以修行的名義拉著托托莉到村子附近揮劍。
敏敏
全名：敏敏・霍利爾・馮・修瓦茲蘭格（Mimi Houllier von Schwarzlang／）
年齢：14歳；性別：女；身高：152cm；血型：A型
聲優：井口裕香
亞蘭德名門貴族出生的大小姐，家庭背景讓她有著很高的自尊心，不論對誰都擺出高傲的態度。特別是家族之名遭到輕蔑時會大發雷霆。
她也為了不使家名蒙羞嚴格要求自身紀律。但唯有個性易怒這點似乎無法自制。
梅爾維亞
全名：梅爾維亞・希伯（Mervia Siebel／）
年齢：18歳；性別：女；身高：168cm；血型：O型
聲優：新谷良子
來自阿拉尼亞村的冒險者，賽希莉亞的好友，對托托莉來說也像是姊姊一般的存在。行事作風自我，鮮少動真格。光看外表難以想像，其實是個與生俱來的大力士，連壯漢都提不動的巨斧她卻能輕鬆地用單手拿著把玩。
馬克
全名：馬克・麥克布萊恩（Marc McBrine／）
年齢：22歳；性別：男；身高：172cm；血型：AB型
聲優：千葉進歩
有些古怪的科學家，住在亞蘭德，別名為「超能天才科學家麥克布萊恩教授」。腦筋非常靈活，對科學、機械的造詣高深。
史特爾克
全名：史特爾肯布魯克・庫拉哈（Sterkenburg Cranach／）
年齢：33歳；性別：男；身高：185cm；血型：A型
聲優：小杉十郎太
實力非凡的劍士，曾是亞蘭德王國的騎士，因國王擅自改體制為共和而失業，目前的身分是「前騎士」或者可說是「自稱騎士」。
長相兇惡，個性上卻很善於照顧人。一邊尋找逃亡的前國王，一邊協助新手冒險者們，幫忙善後。

### 家人
賽希
全名：賽希莉亞・赫爾默德（Cecilia Helmold／）
年齢：18歳；性別：女；身高：156cm；血型：A型
聲優：今井麻美
托托莉的姊姊。像大人般成熟穩重。代替不在的母親包辦所有的家事。最喜歡托托莉，但有時會因為過度擔心而忍不住說教起來。當看到妹妹被唸之後沮喪的表情，有時連自己也會跟著消沉起來。
DLC及DX版可用角色。
吉多
全名：吉多・赫爾默德（Guido Helmold／）
年齡：37歲；性別：男
聲優：濱田賢二
托托莉與賽希的父親，個性沉穩溫吞，存在感非常薄弱。有時候明明一整天都都待在家，兩個女兒卻渾然不知。沒什麼在工作，每天不是釣魚，就是發呆度日。
吉瑟菈
全名：吉瑟菈・赫爾默德（Gisela Helmold／）
年齡：35歲；性別：女
聲優：飛志津由香里
托托莉與賽希的母親，好幾年前就下落不明，不過人們至今仍舊傳述著她身為一流冒險者的精采故事。個性豪放磊落是最適合形容她的一句話。

### 阿拉尼亞村
葛哈
全名：葛哈・科涅夫（Gerhard Konetu／）
年齡：47；性別：男
聲優：立木文彥
阿拉尼亞村的酒館老闆，是一名散發成熟氣息的中年紳士。年輕時拚命工作，終於完成心願，開了酒館。不料遲遲沒什麼客人上門，以致他每天唉聲嘆氣。酒館的經營岌岌可危，甚至要靠副業來支撐。
帕梅拉
全名：帕梅拉・伊比絲（Pamela Ibis／）
年齡：不明（外表年齡約17歳）；性別：女；身高：148cm（推測）；血型：O型（推測）。
聲優：谷井明日香
「帕梅拉的店」的老闆娘，好幾年前從亞蘭德來到這裡，不知不覺就開了店。前作登場角色。
彼特
全名：彼特・里茲（Peter Lieth／）
年齡：21歳；性別：男。
聲優：菊池英博
阿拉尼亞村的車夫。駕著馬車往返於阿拉尼亞村與亞蘭德之間。每當他沒興致的時候就會翹班悠哉去，說穿了就是沒出息。

### 亞蘭德
庫蝶莉亞
全名：庫蝶莉亞・馮・費爾巴哈（Cuderia von Feuerbach／）
年齡：21歳；性別：女；身高：139.8cm；血型：AB型。
聲優：喜多村英梨
前作角色。冒險者公會裡的櫃台小姐。外表看似小孩，但可是貨真價實的成年女性。生性認真負責，工作表現也很優秀。只是仍對於身材嬌小這一點非常介意。只要一被人說矮，她的怒火就會馬上爆發。
DLC及DX版可用角色。
伊克賽爾
全名：伊克賽爾・楊（Yksel Jahnn／）
年齡：23歳；性別：男。
聲優：立花慎之介
前作角色。位於亞蘭德的日出食堂的老闆。年紀輕輕就擁有一身超凡的廚藝。
DLC及DX版可用角色。
光格爾
全名：光格爾・伯德内斯（Haggel Baldness／）
年齡：47歳。；性別：男。
聲優：立木文彦
前作角色。經營亞蘭德的武器店的老闆。
蒂華娜
全名：蒂華娜・海德布蘭德（Tifana Hildebrand／）
年齡：31歳。；性別：女。
聲優：大垣理香
前作角色。在亞蘭德經營雜貨店的老闆娘。
菲莉
全名：菲莉・愛哈德（Filly Erhard／）
年齡：21歳。；性別：女；血型：0型。
聲優：大垣理香
在亞蘭德負責發配任務事宜的櫃檯小姐。柔弱又害羞，加上很怕生的個性，完全不適合當櫃台小姐。客人來時就會躲進櫃台陰暗的一隅。艾絲緹的妹妹。
小姆
全名：小姆（Chim／）
聲優：三瓶由布子(男)、谷井明日香(女)
蘿樂娜製造出來幫助托托莉的人工生命。為縮小版的霍姆。最多可製造5位，若要工作，所需供應燃料為派。
製造原料為稱做「生命之水」的素材。

### 無名村落
琵爾卡
全名：琵爾卡（Pilca／）
年齡：60歲
聲優：塩川美保
無名村落的長老，住在亞蘭德海對岸的老婆婆，是最後一位與托托莉的母親吉瑟菈交談的人。
琵亞妮雅
全名：琵亞妮雅（Piana／）
年齡：約11歲左右
聲優：あきやまかおる
住在無名村落的女孩，不但偷偷搭上托托莉所乘的船，還擅自跟去了阿拉尼亞村，是個不容小覷的行動派。比同年齡的孩子都來得不成熟，不知是否跟出生於人少、文化封閉的村子有關。但她也因此更加天真無邪，對凡事都充滿著好奇。

## 主題歌
《Pilgrimage》
作詞、作曲：中河健，主唱 - 山本美禰子

作詞、作曲：柳川和樹，主唱 - Mao

## 外部連結
- 日文官方網站 （页面存档备份，存于）
- 鍊金工房～亞蘭德之鍊金術士1・2・3～ DX 官方網站 （页面存档备份，存于）（繁體中文）